# 장준호 (연출가)
장준호는 대한민국의 드라마 PD이다. 현재 MBC드라마본부 소속이다.

## 연출 작품

### 드라마
| 방송 년도 | 방송사 | 제목                        | 비고 |
| --------- | ------ | --------------------------- | ---- |
| 2013년    | MBC    | 오로라 공주                 | 연출 |
| 2014년    | MBC    | 호텔킹                      | 연출 |
| 2014년    | MBC    | 내 생애 봄날                | 연출 |
| 2014년    | MBC    | 2014 드라마 페스티벌 - 가봉 | 연출 |
| 2015년    | MBC    | 불굴의 차여사               | 연출 |
| 2015년    | MBC    | 엄마                        | 연출 |
| 2016년    | MBC    | 다시 시작해                 | 연출 |
| 2018년    | MBC    | 시간                        | 연출 |
| 2020년    | MBC    | 더 게임: 0시를 향하여       | 연출 |